# Горна Малина
Горна Ма́лина е село в Западна България. То е административен център на община Горна Малина, Софийска област.

## География
Община Горна Малина се намира в близост до гр. София – важен фактор, предопределил развитието ѝ през последните години. Намира се на 34 km от центъра на столицата. Разположена е на площ 336,3 km2 в централната част на Западна България. Простира се между билото на Стара планина на север и Средна гора на юг. Граничи с общините Ботевград, Правец, Етрополе, Елин Пелин и Мирково.
Общински център е с. Горна Малина. Общината е съставена от селата Белопопци, Байлово, Долна Малина, Априлово, Гайтанево, Негушево, Осоица, Саранци, Макоцево, Чеканчево, Долно Камарци, Стъргел и Горно Камарци. Обособени са четири вилни зони към Долно Камарци, Макоцево, Осоица и Негушево.

## Климатична характеристика
Климатът на община Горна Малина е умереноконтинентален. Наличието на планинските масиви предотвратява проникването и влиянието на средиземноморските топли течения, поради което в тези зони зимата е сравнително студена и продължителна, а лятото относително горещо. Най-много валежи падат през пролетно-летния сезон. Амплитудата в годишния ход на валежите достига до 25 – 30% от годишната сума за страната.
В топлинно отношение зимата в района е така студена, както и в Дунавска равнина. Характерни за климатичните условия са късните пролетни и ранните есенни студове, които са следствие от котловинния характер в общината. Максимумът на температурите е в края на юни и първата десетдневка на юли, а минимумът – през февруари. Разликата между летните и зимни валежни суми е средно около 15 до 20% и се доближава по стойност до тази на Дунавската равнина.
Във връзка с географското положение и котловинния характер на територията, продължителността на слънчевото греене за равнинната част е между 1980 до 2010 часа. Във височина с увеличаване на облачността слънчевото греене намалява до 1990 часа, каквото е на връх Опор.
Климатът по сезони се определя така:
- зимата е най-студена и е аналогична с тази в Дунавската равнина;
- пролетта настъпва последна в Софийско поле в сравнение с останалата част на страната;
- лятото е по-хладно в сравнение с другите райони на страната;
- есента е значително по-топла от пролетта, а в някои случаи и от лятото, когато максималните температури са били през септември, а не през юни – юли.

Вследствие на котловинния характер на релефа в община Горна Малина, всяка година падат късни пролетни и ранни есенни слани през втората половина на май и на септември.

## История
Географското разположение на общината (на южните входове на старопланинските проходи Арабаконак и Витиня) определя наличието на културни пластове и следи от човешко присъствие още от античността. През територията на общината са минавали древни пътища, пресичащи Стара планина. При разкопки са открити следи от сгради, строени по римско време. В почти всички населени места има изградени православни храмове, някои от които са от преди повече от 300 години. Паметници на културата са църквите „Св. св. Кирил и Методий“ в село Байлово и „Свети Димитър“ в Макоцево. Някои от стенописите и иконите са дело на местния иконописец от XIX век Иван Недялков (Йото Иконописеца) от Макоцево.
В областта на духовната култура Горномалинска община носи белезите, характерни за балканските и подбалкански краища на България. Това се отнася както за просветното дело, развитието на изкуствата, религиозно-православното светоусещане на населението, културно-историческото и археологическо наследство, така и за елементите на бита, традициите, стандарта на живот.
На територията на община Горна Малина функционират 14 читалища и Сдружение „Читалищата в община Горна Малина – 2015“. Живи са българските национални традиции, живее и се развива местният фолклор, което може да представлява интерес за любителите на народните песни. Неведнъж художествени състави от общината са получавали призови места на национални фолклорни събори.
На своите гости община Горна Малина предлага своята най-голяма духовна ценност – къщата музей и дом паметник, в който се помещава Народно читалище „Елин Пелин – 1922“ и музейната експозиция в с. Байлово на класика на българската национална литература, големия майстор на художественото слово Елин Пелин. Поклонниците на литературата могат да се потопят и днес в света на елин-пелиновите герои.
Близостта до столицата обуславя възможността за множество културни развлечения, както на населението на общината, така и на нейните гости, а в Софийска област са концентрирани обекти от национално значение, национални паркове и защитени територии.

## Обществени институции
Селото е добре устроено – Детска градина „Вяра, Надежда, Любов“], СУ „Христо Ботев“, Спортен комплекс „Арена Горна Малина“.
- Читалище „Васил Левски 1929“
- Църква „Успение Богородично“
- Училище „Христо Ботев“
- Пощенският клон
- Дирекция „Социално подпомагане“

## Икономика
В селото е обособена промишлена зона, в която има свободни терени и производствени халета. Зоната е водоснабдена и има изградено двойно електрозахранване.
Районът е с добър поминък и с ниска безработица. Край Горна Малина е „АЛФА – МАРИНЕ“ ООД, която изработва заваръчни конструкции с механична обработка, намиращи приложение в корабоплаването, платформи за добив на газ и петрол, генератори за вятърна енергия, метални конструкции на ножични и телескопични повдигателни платформи, падащи бордове на камиони, метални палета за транспортиране на газови бутилки, както и строителни принадлежности предимно за Германия и Холандия.
В последно време се наблюдава инвеститорски интерес от български и чуждестранни фирми на територията на общината. Привлечени от добре изградената и поддържана инфраструктура, близостта на столицата, липсата на трафик по пътя от и за София, все повече инвеститори и строители насочват капитали в този район. Новопостроените еднофамилни къщи са все повече.
За отдих и разходка село Горна Малина разполага с уютни и диви места сред заобикалящата природа и с къщи за гости. Любителите на риболова могат да се насладят на хобито си в хидропарк „Вятърните мелници“ или в река Макоцевска, която тече в изградено корито.
Иконостасът на храма „Успение Богородично“ е дело на дебърски майстори от рода Филипови.

## Транспорт
Община Горна Малина е в непосредствена близост до двете основни пътни артерии в страната, автомагистрала „Хемус“ – 15 km и автомагистрала „Тракия“ – 25 km.
През територията на общината преминава главен път № 6 София – Бургас с отклонение през проходите „Витиня“ и „Арабаконак“ за връзка с магистрала „Хемус“ и Северна България. Също така минава и подбалканската жп линия София – Карлово – Бургас (гара Горна Малина е на около 2 km от центъра на селото) и четвъртокласни пътища, свързващи населените места. Между София и Горна Малина има 2 маршрутни линии и автобус.
Републиканската пътна мрежа на територията на общината включва пътища с обща дължина 114 km, която се разделя по класове, както следва:
- 1-ви клас – 21 km;
- 3-ти клас – 30,2 km;
- 4-ти клас – 62,8 km.

Пътната мрежа в общината изцяло е покрита с трайна асфалтова настилка.

## Редовни събития
Общинският събор в община Горна Малина се провежда всяка година в първата събота на месец юли. Такъв също има и през последната събота и неделя на месец август.

## Личности
- Най-известната личност от този край е писателят Елин Пелин, който е роден и е живял в съседното с. Байлово.
- Григор Стоичков (1926 – 2016) – Почетен гражданин на община Горна Малина, български политик, кандидат-член на Политбюро на ЦК на БКП, народен представител и министър.
- Борис Йотов – гребец, участник на Олимпийските игри в Рио, европейски шампион за България в дисциплината скиф и бронзов медалист на Световно първенство по гребане за младежи до 23 г. в дисциплина скиф. Почетен гражданин на община Горна Малина.

## Спорт
В селото има построена многофункционална зала за спорт „Арена Горна Малина“, която е открита на 24 август 2013 г. с приятелски мач между мъжките национални отбори по волейбол на България и Франция. Залата разполага със 700 седящи места и предлага възможност за състезания по волейбол, баскетбол, хандбал, художествена гимнастика.